# Scars (Snelle)
Scars is een nummer van de Nederlandse rapper Snelle. In februari 2019 ontving de rapper hiervoor een Gouden Plaat en in april behaalde het nummer Platina. Op 11 juni ontving Snelle een prijs voor Best song bij de Funx Music Awards 2019.
Het nummer is in januari 2019 uitgebracht en is geproduceerd door Donda Nisha.

## Hitnoteringen

### Nederlandse Top 40
| Hitnotering: 16-02-2019 t/m 06-04-2019 | Hitnotering: 16-02-2019 t/m 06-04-2019 | Hitnotering: 16-02-2019 t/m 06-04-2019 | Hitnotering: 16-02-2019 t/m 06-04-2019 | Hitnotering: 16-02-2019 t/m 06-04-2019 | Hitnotering: 16-02-2019 t/m 06-04-2019 | Hitnotering: 16-02-2019 t/m 06-04-2019 | Hitnotering: 16-02-2019 t/m 06-04-2019 | Hitnotering: 16-02-2019 t/m 06-04-2019 | Hitnotering: 16-02-2019 t/m 06-04-2019 |
| Week:                                  | 1                                      | 2                                      | 3                                      | 4                                      | 5                                      | 6                                      | 7                                      | 8                                      |                                        |
| -------------------------------------- | -------------------------------------- | -------------------------------------- | -------------------------------------- | -------------------------------------- | -------------------------------------- | -------------------------------------- | -------------------------------------- | -------------------------------------- | -------------------------------------- |
| Positie:                               | 36                                     | 31                                     | 27                                     | 22                                     | 28                                     | 33                                     | 35                                     | 38                                     | uit                                    |

### NederlandseSingle Top 100
| Hitnotering: 26-01-2019 t/m 02-11-2019 16-11-2019 t/m 23-11-2019 07-12-2019 t/m 14-12-2019 04-01-2020 | Hitnotering: 26-01-2019 t/m 02-11-2019 16-11-2019 t/m 23-11-2019 07-12-2019 t/m 14-12-2019 04-01-2020 | Hitnotering: 26-01-2019 t/m 02-11-2019 16-11-2019 t/m 23-11-2019 07-12-2019 t/m 14-12-2019 04-01-2020 | Hitnotering: 26-01-2019 t/m 02-11-2019 16-11-2019 t/m 23-11-2019 07-12-2019 t/m 14-12-2019 04-01-2020 | Hitnotering: 26-01-2019 t/m 02-11-2019 16-11-2019 t/m 23-11-2019 07-12-2019 t/m 14-12-2019 04-01-2020 | Hitnotering: 26-01-2019 t/m 02-11-2019 16-11-2019 t/m 23-11-2019 07-12-2019 t/m 14-12-2019 04-01-2020 | Hitnotering: 26-01-2019 t/m 02-11-2019 16-11-2019 t/m 23-11-2019 07-12-2019 t/m 14-12-2019 04-01-2020 | Hitnotering: 26-01-2019 t/m 02-11-2019 16-11-2019 t/m 23-11-2019 07-12-2019 t/m 14-12-2019 04-01-2020 | Hitnotering: 26-01-2019 t/m 02-11-2019 16-11-2019 t/m 23-11-2019 07-12-2019 t/m 14-12-2019 04-01-2020 | Hitnotering: 26-01-2019 t/m 02-11-2019 16-11-2019 t/m 23-11-2019 07-12-2019 t/m 14-12-2019 04-01-2020 | Hitnotering: 26-01-2019 t/m 02-11-2019 16-11-2019 t/m 23-11-2019 07-12-2019 t/m 14-12-2019 04-01-2020 | Hitnotering: 26-01-2019 t/m 02-11-2019 16-11-2019 t/m 23-11-2019 07-12-2019 t/m 14-12-2019 04-01-2020 | Hitnotering: 26-01-2019 t/m 02-11-2019 16-11-2019 t/m 23-11-2019 07-12-2019 t/m 14-12-2019 04-01-2020 | Hitnotering: 26-01-2019 t/m 02-11-2019 16-11-2019 t/m 23-11-2019 07-12-2019 t/m 14-12-2019 04-01-2020 | Hitnotering: 26-01-2019 t/m 02-11-2019 16-11-2019 t/m 23-11-2019 07-12-2019 t/m 14-12-2019 04-01-2020 | Hitnotering: 26-01-2019 t/m 02-11-2019 16-11-2019 t/m 23-11-2019 07-12-2019 t/m 14-12-2019 04-01-2020 | Hitnotering: 26-01-2019 t/m 02-11-2019 16-11-2019 t/m 23-11-2019 07-12-2019 t/m 14-12-2019 04-01-2020 | Hitnotering: 26-01-2019 t/m 02-11-2019 16-11-2019 t/m 23-11-2019 07-12-2019 t/m 14-12-2019 04-01-2020 | Hitnotering: 26-01-2019 t/m 02-11-2019 16-11-2019 t/m 23-11-2019 07-12-2019 t/m 14-12-2019 04-01-2020 | Hitnotering: 26-01-2019 t/m 02-11-2019 16-11-2019 t/m 23-11-2019 07-12-2019 t/m 14-12-2019 04-01-2020 | Hitnotering: 26-01-2019 t/m 02-11-2019 16-11-2019 t/m 23-11-2019 07-12-2019 t/m 14-12-2019 04-01-2020 |
| Week:                                                                                                 | 1 | 2 | 3 | 4 | 5 | 6 | 7 | 8 | 9 | 10 | 11 | 12 | 13 | 14 | 15 | 16 | 17 | 18 | 19 | 20 |
| --- | --- | --- | --- | --- | --- | --- | --- | --- | --- | --- | --- | --- | --- | --- | --- | --- | --- | --- | --- | --- |
| Positie:                                                                                              | 78 | 20 | 7 | 13 | 10 | 10 | 4 | 7 | 11 | 13 | 17 | 16 | 20 | 23 | 25 | 26 | 24 | 30 | 32 | 30 |
| Week:                                                                                                 | 21 | 22 | 23 | 24 | 25 | 26 | 27 | 28 | 29 | 30 | 31 | 32 | 33 | 34 | 35 | 36 | 37 | 38 | 39 | 40 |
| Positie:                                                                                              | 31 | 31 | 41 | 51 | 57 | 73 | 57 | 56 | 58 | 57 | 54 | 52 | 46 | 47 | 50 | 51 | 52 | 68 | 65 | 67 |
| Week:                                                                                                 | 41 | | 42 | 43 | | 44 | 45 | | 46 | | | | | | | | | | | |
| Positie:                                                                                              | 83 | uit                                                                                                   | 94 | 99 | uit                                                                                                   | 100                                                                                                   | 87 | uit                                                                                                   | 92 | uit                                                                                                   | | | | | | | | | | |